# Пименов, Дмитрий Борисович
Дмитрий Борисович Пименов (14 июня 1970, Баку) — российский художник-акционист, актёр, литератор, один из основателей художественного движения «Э. Т. И.».

## Биография
Родился в 1970 году в Баку. В 1990-х годах участвовал в художественном движения «Э. Т. И.» (совместно с А. Осмоловским, О. Мавроматти, Г. Гусаровым). В 1993—1994 годах участвовал в программе «НЕЦЕЗИУДИК» (совместно с А. Бренером, А. Осмоловским, О. Мавроматти, А. Ревизоровым, А. Зубаржуком).
В мае 1998 года совместно с Анатолием Осмоловским и Авдеем Тер-Оганяном организовал в ознаменование 30-летия студенческой революции в Париже строительство баррикады на Большой Никитской, на пересечении её с Романовым переулком, в шаговой доступности от Кремля.
В ноябре 2008 года в Центральном доме художника на Крымском Валу сымитировал покушение на первого президента СССР Михаила Горбачёва, бросив в него петарду.
В декабре 2011 года во время митинга на Болотной площади устроил провокацию, срывая пресс-карты у журналистов.
В октябре 2012 года стало известно об очередной инициативе Дмитрия Пименова: Синодальный отдел по делам молодежи РПЦ, намереваясь дать симметричный ответ антирелигиозным акциям современных художников типа Pussy Riot, запланировал провести выставку радикального православного искусства, которая могла бы конкурировать с антиклерикальными проектами и акциями последних месяцев. Инициативу Пименова поддержал художник Константин Звездочётов.
В июне 2013 ворвался в книжный магазин «Циолковский» и угрожал его сотрудникам пистолетом, выкрикивая православные лозунги, но был выдворен работниками магазина за пределы «Циолковского».
Холост. Женат был три раза.
В настоящее время женат на арт-критике Александре Обуховой, также снимавшейся в «Тайной эстетике марсианских шпионов» (переделка — 2-я часть, 1998 г.)

## Цитаты
Мой «крёстный» в арт-современности Дмитрий Пименов вместе с Бренером одно время строчил манифесты в гостинице «Минск», пока в середине девяностых там были дешёвые номера. Но манифестов было мало. Тогда Пименов в 1999-м, после взрыва в новостройке подземного торгового комплекса на Манежной, мгновенно напечатал листовки, где брал ответственность за взрыв, и прибыл на место почти одновременно с криминалистами. Они-то потом в течение года и ловили Дмитрия, фэсбы беседовали с его на тот момент женой Машой Демской, а он скрывался в Чехии. Это был следующий шаг к «Войне». Где здесь искусство? «Как листовка — так и я» — причём, в буквальном смысле. Можно было и акцию так назвать, да Пименов ведь поэт, он не любит цитат. Может быть, именно такая радикальная антропология позволила ему блестяще сыграть фэсба в фильме «Пыль», созданном как раз нашими общезнакомыми леворадикалами (когда-то создавшими движение «За анонимное и бесплатное искусство») и уж точно охватившем аудиторию побольше той, о которой говорила Даша Митина. Что было нового в акции Пименова? Акция присвоения — так её окрестили. Это можно ещё отнести к постмодерну — но совсем уже условно, поскольку он придал политический смысл неполитическому событию. Сказал то, что думал народ (о новостройке специально созданной чтобы вытеснить с Манежной многотысячные митинги оппозиции) — по поводу того чего народ не делал. Это — серединка. Ещё не радикальный реализм, в котором автор всегда исполнитель и интерпретатор, страдалец и комментатор. Но и уже не постмодерн — даже на уровне недавних, на тот момент, ещё популярных тогда Бренера и Кулика — Дмитрий Чёрный, 2011

Я страдал не только и не столько от государственной системы. Если вспомнить последнюю акцию на Болотной, там меня скрутили и заломали члены либертарианской партии: я срывал бэджики с журналистов, мне было интересно, кто призовет полицию на антивластном митинге. Первым закричал «Полиция!» сотрудник православной газеты. Я хотел показать и блогерам, и западным медиа, что все это — общество спектакля — Дмитрий Пименов, 2012.

## Фильмография

### Актёр
- 1995 — Не ищите этого шоу в программе (реж. Олег Мавроматти, фильм утерян) — главная роль
- 1996 — День зверя (реж. Олег Мавроматти, фильм утерян)
- 1997—1998 — Тайная эстетика марсианских шпионов (реж. Олег Мавроматти) — 1-й марсианский шпион (1-я и 2-я части, оригинал фильма утерян, существуют заготовки и переделки)
- 2005 — Пыль (реж. Сергей Лобан) — офицер ФСБ[11]

### Озвучки в фильмах
- 2003 — Голова (реж. Светлана Баскова) — литературный негр